# Roppenheim
Roppenheim is een gemeente in het Franse departement Bas-Rhin (regio Grand Est) en telt 956 inwoners (2005). De plaats maakt deel uit van het arrondissement Haguenau-Wissembourg. Roppenheim telde op 1 januari 2022 1.039 inwoners.
De gemeente heeft aan de hoofdweg richting Duitsland een groot factory outlet center op haar grondgebied onder de naam "village de marques The Style Outlets".

## Geografie
De oppervlakte van Roppenheim bedroeg op 1 januari 2022 6,88 vierkante kilometer; de bevolkingsdichtheid was toen 151 inwoners per km².

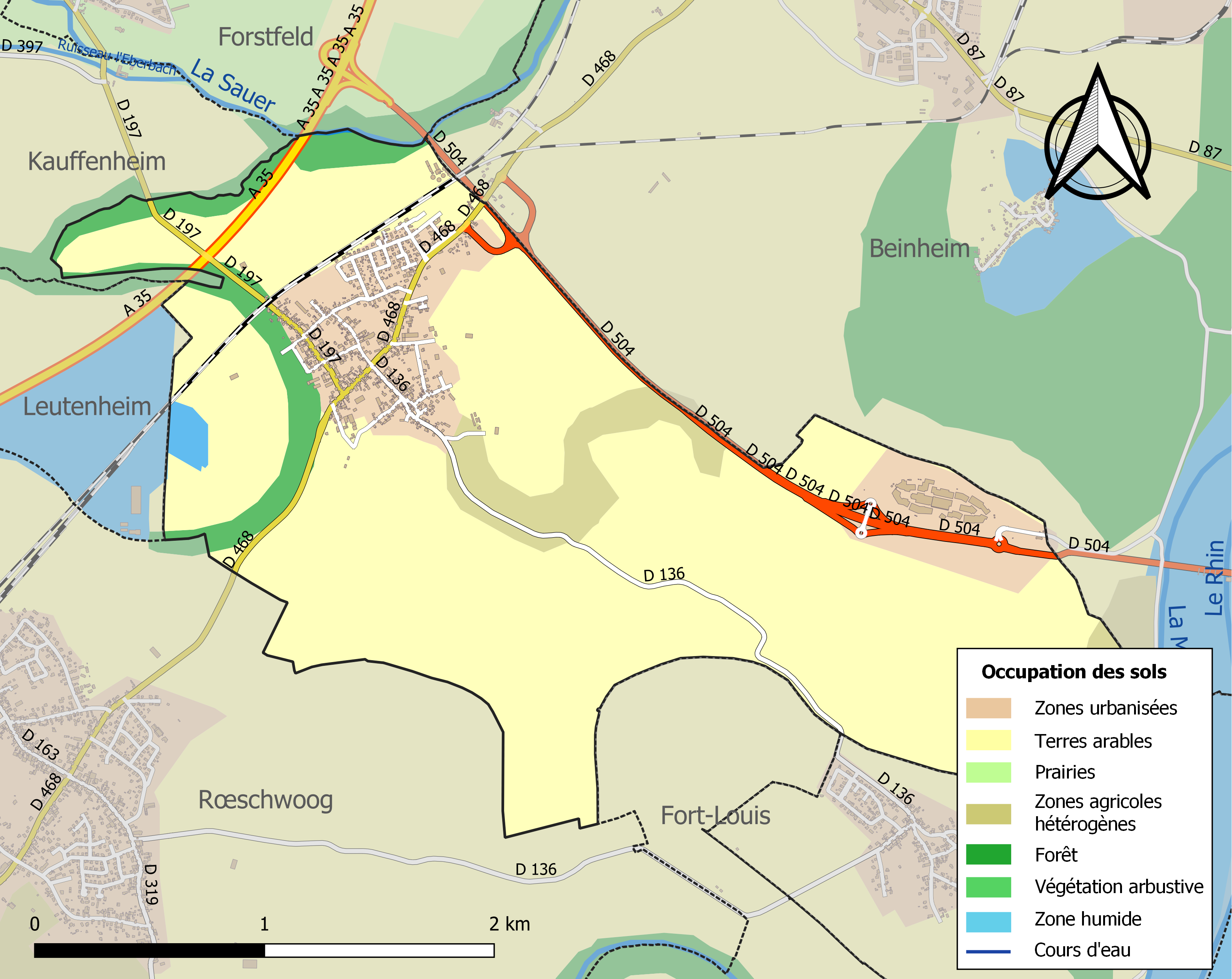
Kaart van de gemeente met de belangrijkste infrastructuur, bodemgebruik en omliggende gemeenten

## Demografie
Onderstaande figuur toont het verloop van het inwonertal (bron: INSEE-tellingen).

## Evenementen en feesten
- laatste weekend van september en eerste weekend van oktober: Messti van het dorp

Bischwiller · Dalhunden · Drusenheim · Forstfeld · Fort-Louis · Herrlisheim · Kaltenhouse · Kauffenheim · Leutenheim · Neuhaeusel · Oberhoffen-sur-Moder · Offendorf · Rœschwoog · Rohrwiller · Roppenheim · Rountzenheim-Auenheim · Schirrhein · Schirrhoffen · Sessenheim · Soufflenheim · Stattmatten